# كهرود (لاريجان السفلي)
کهرود (بالفارسية: کهرود) هي قرية تقع في إيران في قسم لاریجان السفلی الريفي. يقدر عدد سكانها بـ 133 نسمة بحسب إحصاء 2016.